# 千光寺 (登別市)
千光寺（せんこうじ）は、北海道登別市にある高野山真言宗の寺院。山号は幌別山。本尊は大日如来。
この寺は明治時代に建立された寺院であり、1893年（明治26年）に創建されたのに始まる。

## 札所
- 北海道新四国八十八箇所第69番札所
- 北海道十三仏